# Chapelle Saint-Agricol de Clary
La chapelle Saint-Agricol de Clary est une chapelle romane en ruines située à Roquemaure dans le département français du Gard en région Occitanie.

## Localisation
La chapelle se dresse à 5 km au sud-oust de Roquemaure, près de la sortie de l’autoroute A9, au rond-point des « Carabiniers » où se croisent la route nationale 580 qui relie Villeneuve-lès-Avignon à Bagnols-sur-Cèze et la route départementale 976 qui relie Roquemaure à Tavel.

## Historique
La chapelle a été édifiée à partir du Xe siècle et a porté les noms de « chapelle de Saint-Agricol de Albaredo » et de « prieuré de Saint-Agricol d'Albaret ».